# Raionul Tomașpil, Vinnița
Tomașpil (în ucraineană Томашпільський район, transliterat: Tomașpilskîi raion) este un raion în regiunea Vinnița, Ucraina. Reședința sa este așezarea de tip urban Tomașpil.

## Demografie
Componența lingvistică a raionului Tomașpil
     Ucraineană (96,57%)
     Rusă (2,88%)
     Alte limbi (0,37%)
Conform recensământului din 2001, majoritatea populației raionului Tomașpil era vorbitoare de ucraineană (96,57%), existând în minoritate și vorbitori de rusă (2,88%).